# Sabine Stelzmüller
Sabine Stelzmüller, née le 5 octobre 1962, est une coureuse de fond autrichienne spécialisée en course en montagne. Elle a remporté la médaille de bronze au Trophée mondial de course en montagne 1992 et est championne d'Autriche de course en montagne 1992.
Elle est également championne d'Autriche de triathlon courte distance en 1989 et 1990.

## Biographie
Sabine Stelzmüller commence le sport à l'âge de 18 ans et partage l'amour des montagnes avec son père à travers l'alpinisme. Ce dernier meurt trois ans plus tard dans un accident de cordée. Pour faire son deuil et canaliser son énergie, elle se lance dans la discipline naissante du triathlon. En 1985, elle est la seule femme au départ du premier triathlon de Wels et termine à la sixième place générale.
Le 23 juillet 1989, elle effectue une excellente course lors du triathlon de Linz. Elle termine deuxième derrière la Suédoise Katherina Andersson mais devant les favorites locales Doris Hollauf et Sylvia Nußbaumer. L'épreuve comptant comme championnats d'Autriche courte distance, elle remporte son premier titre national. L'année suivante, elle double la mise en remportant le triathlon d'Innsbruck. Le 30 septembre 1990, elle obtient son meilleur résultat individuel sur le plan international en terminant huitième aux championnats d'Europe de duathlon.
En 1991, elle se concentre sur l'athlétisme et obtient de bons résultats en course de fond et découvre la discipline de course en montagne. Elle connaît une excellente saison 1992 qui débute par une victoire à la course de Schlickeralm. Le 30 août, lors du Trophée mondial de course en montagne à Suse, elle se trouve dans le groupe de tête mené par Elisabeth Rust. Dans le deuxième tour, Gudrun Pflüger force l'allure et prend les commandes, suivie par Sabine, l'Anglaise Sarah Rowell et l'Australienne Louise Fairfax. Sabine parvient à se défaire de l'Australienne pour décrocher la médaille de bronze. Elle remporte également l'or par équipes avec Gudrun et Elisabeth, finalement classée neuvième. Le 13 septembre, elle domine la course des championnats d'Autriche de course en montagne à Nenzing et s'impose avec près de trois minutes d'avance devant la championne du monde Gudrun Pflüger. Elle conclut sa saison par une victoire au Hochfelln.

## Palmarès en triathlon
Le tableau présente les résultats les plus significatifs (podium) obtenus sur le circuit national de triathlon.
| Année | Compétition                                          | Pays     | Position      | Temps           |
| ----- | ---------------------------------------------------- | -------- | ------------- | --------------- |
| 1989  | Championnats d'Autriche de triathlon courte distance | Autriche | Médaille d'or | 2 h 11 min 35 s |
| 1990  | Championnats d'Autriche de triathlon courte distance | Autriche | Médaille d'or | 2 h 25 min 49 s |

## Palmarès en athlétisme

### Route
| Année | Compétition           | Lieu | Place | Épreuve       | Temps           |
| ----- | --------------------- | ---- | ----- | ------------- | --------------- |
| 1992  | Semi-marathon de Wels | Wels | 1re   | Semi-marathon | 1 h 17 min 6 s  |
| 2005  | Semi-marathon de Wels | Wels | 2e    | Semi-marathon | 1 h 22 min 29 s |

### Course en montagne
| no | féminin            | Course                                        | Longueur | Départ            | Temps           |
| -- | ------------------ | --------------------------------------------- | -------- | ----------------- | --------------- |
|    | Médaille d'or      | Course de Schlickeralm                        | 11,2 km  | 16 août 1992      | 1 h 9 min 17 s  |
| 3e | Médaille de bronze | Trophée mondial de course en montagne         | 7,44 km  | 30 août 1992      | 40 min 44 s     |
| 4e | Médaille d'or      | Championnats d'Autriche de course en montagne | 15 km    | 13 septembre 1992 | 1 h 10 min 7 s  |
|    | Médaille d'or      | Course de montagne du Hochfelln               | 8,9 km   | 27 septembre 1992 | 49 min 47 s     |
|    | Médaille d'argent  | Course de Schlickeralm                        | 11,2 km  | 13 août 1995      | 1 h 16 min 7 s  |
|    | Médaille d'argent  | Course de montagne du Feuerkogel              | 11 km    | 4 août 1996       | 1 h 17 min 33 s |
| 7e | Médaille de bronze | Championnats d'Autriche de course en montagne | 9 km     | 5 juin 2005       | 1 h 7 min 38 s  |

## Records
| Épreuve       | Performance    | Date              | Lieu      |
| ------------- | -------------- | ----------------- | --------- |
| 5 000 mètres  | 18 min 51 s 23 | 7 avril 1990      | Wels      |
| 10 000 mètres | 38 min 18 s 06 | 25 mai 1991       | Hallein   |
| 10 kilomètres | 37 min 20 s    | 19 septembre 2004 | Ansfelden |
| 15 kilomètres | 56 min 23 s    | 23 mars 1991      | Wels      |
| Semi-marathon | 1 h 17 min 6 s | 4 avril 1992      | Wels      |